# Szalmasárga tejelőgomba
A szalmasárga tejelőgomba (Lactarius scrobiculatus) a galambgombafélék családjába tartozó, Európában és Észak-Amerikában honos, fenyvesekben élő, nem ehető gombafaj. 

## Megjelenése
A szalmasárga tejelőgomba kalapja 8-15 (20) cm széles, alakja fiatalon domború, később középen bemélyedő vagy enyhén tölcséres. Széle eleinte begöngyölt, később is aláhajló. Színe szalma-, citrom- vagy aranysárga, körkörösen zónázott. Felszíne nedves időben nyálkás, tapadós. Széle fiatalon nemezes-rojtos.
Húsa kemény, színe fehéres, a kalapbőr és a tönk közelében sárgás; sérülésre fehér színű, gyorsan sárguló tejnedvet ereszt. Szaga gyengén gyümölcsös, íze csípős.
Sűrű lemezei tönkhöz nőttek. Színük fehéres vagy halvány krémszínű halványsárgás árnyalattal.
Tönkje 3-6 cm magas és 1,3-3,5 cm vastag, alakja hengeres. Felszíne sűrűn gödörkés, a tövénél szőrös. Színe a kalapénál halványabb sárga. 
Spórapora halvány krémszínű. Spórája elliptikus, felszíne szemölcsös, az összekötő gerincek részleges hálózatot alkotnak; mérete 8-9 x 6-7 µm.

### Hasonló fajok
A lilásodó szőrgomba, a nyírfa-szőrgomba vagy a fehéres szőrgomba hasonlíthat hozzá.   

## Elterjedése és termőhelye
Európában és Észak-Amerikában honos. Magyarországon ritka.
Fenyvesekben él, a lucfenyővel alkot gyökérkapcsoltságot. Júliustól októberig terem. 

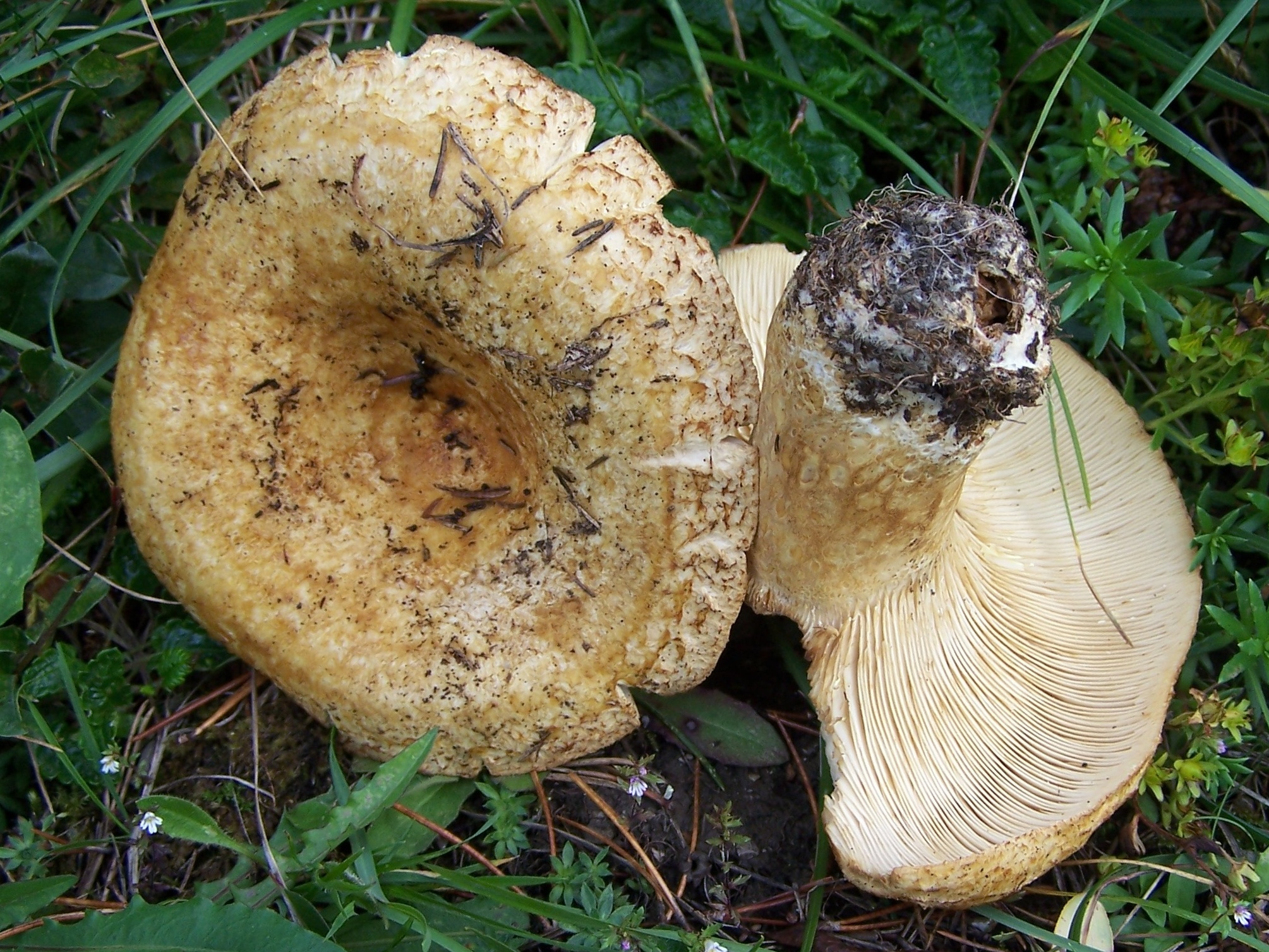
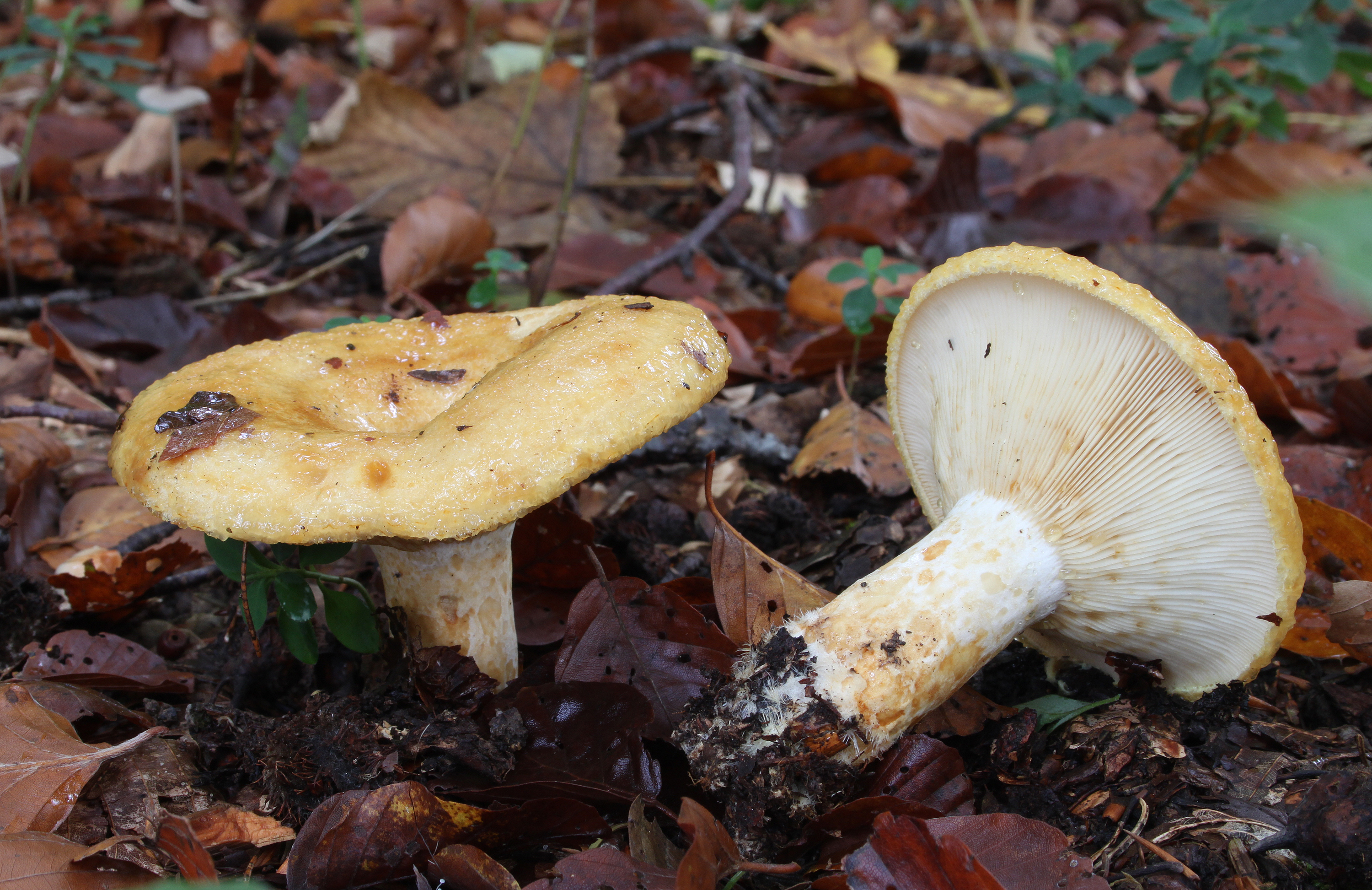
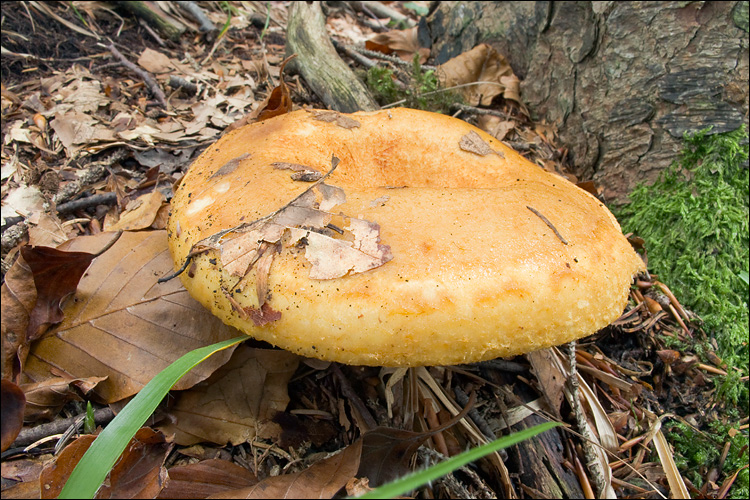
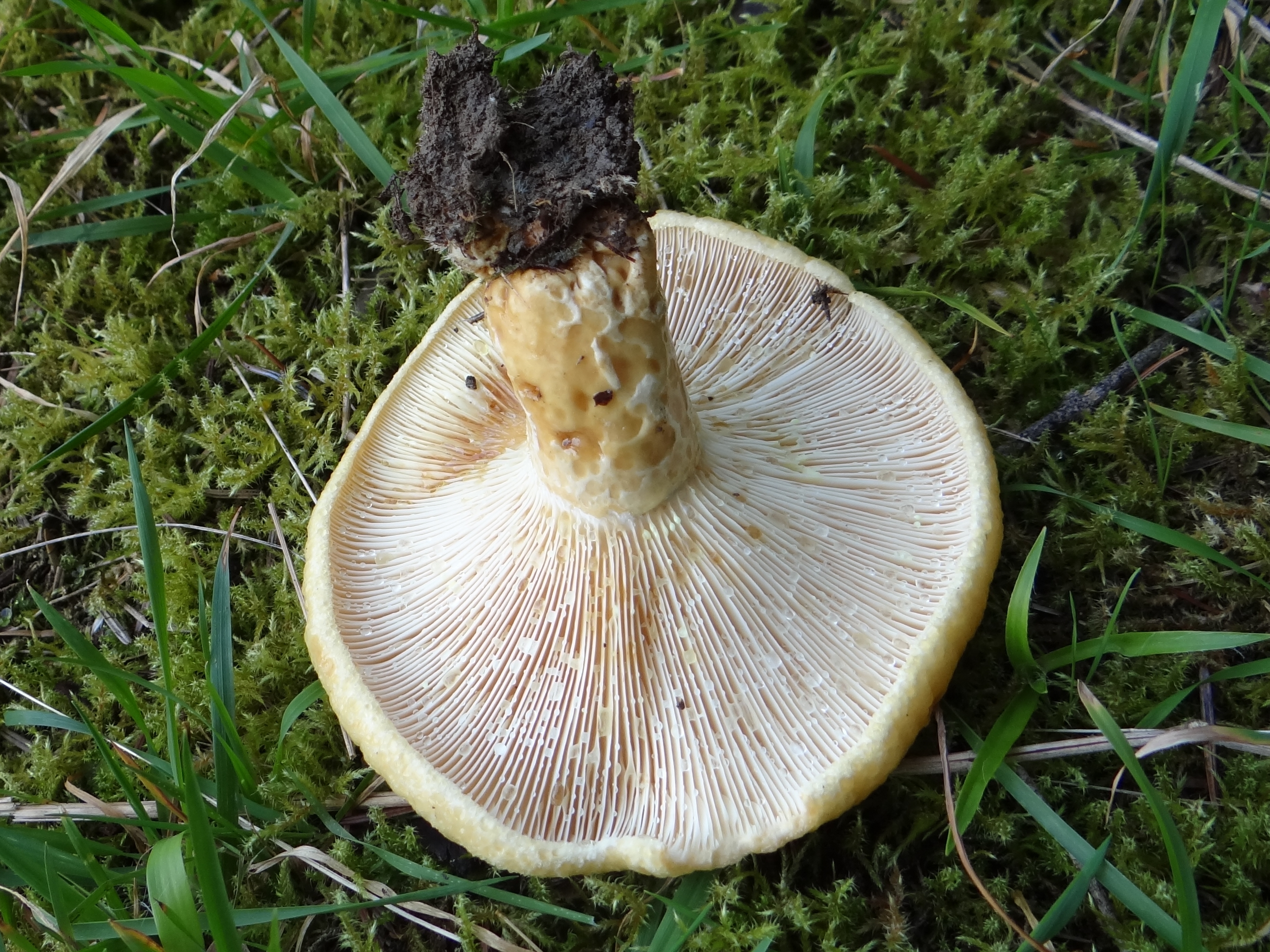
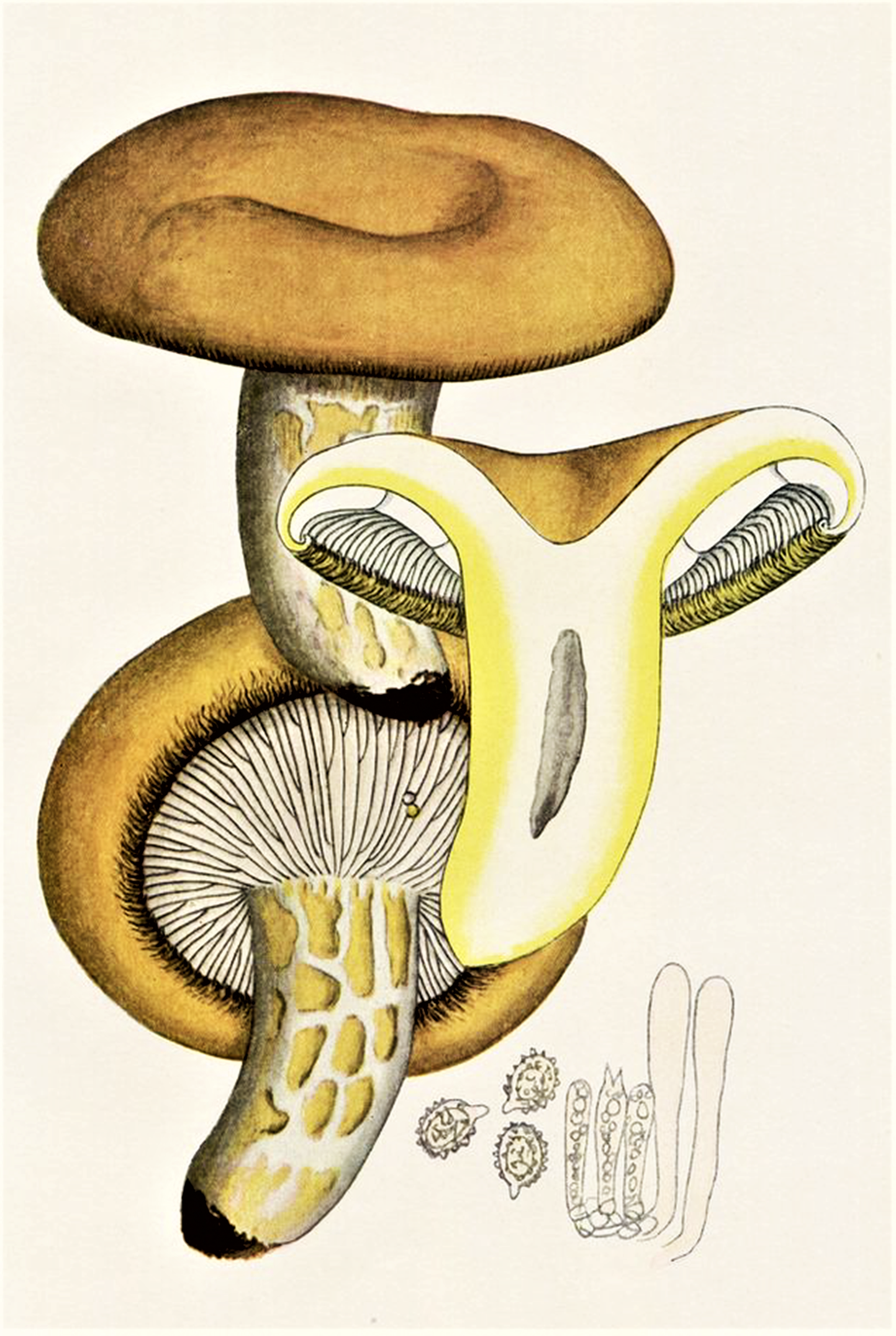

Nem ehető.   